# Ciega, Sordomuda
Ciega, Sordomuda – pierwszy singiel promujący album kolumbijskiej piosenkarki Shakiry ¿Dónde están los ladrones? Piosenka trzymała się na pierwszym miejscu przez trzy tygodnie na liście Billboard Hot Latin Tracks.

## Teledysk
Teledysk do piosenki rozpoczyna ujęcie kobiety ubranej w perukę, której ruch ust jest zgodny z tekstem piosenki. W międzyczasie jest tam też pokazany tłum ludzi bawiących się, w tym sama Shakira. Po pewnym czasie do ludzi podbiega policja i zanosi ich do wozów policyjnych. W następnych ujęciach jest pokazana wokalistka bawiąca się w klubie tanecznym z tamtejszymi ludźmi, do którego nagle wchodzi policja i wszystkich aresztuje, jednak Shakira i jeden z chłopaków uciekają. Pod koniec teledysku policja odnajduje taśmy wideo Shakiry. 

## Notowania
| Lista                               | Pozycja |
| ----------------------------------- | ------- |
| Romanian Top 100                    | 1       |
| Stany Zjednoczone (Hot Latin Songs) | 1       |
| Stany Zjednoczone (Latin Pop Songs) | 1       |